# Katherine Johnson
Katherine Johnson (White Sulphur Springs, Nyugat-Virginia, 1918. augusztus 26. –  Newport News, Virginia, 2020. február 24.) afroamerikai származású amerikai matematikus, fizikus, informatikus, mérnök.

## Fiatalsága és iskolái
Négy évig  a West Virginia Collegeba járt és 1937-ben  francia és matematikai szakon végzett kitüntetéssel.

## Élete
Az 1960-as évek eleje a Mercury-program keretein belül végzett számításokat az űrverseny idején. Ő tesztelte a Földet első amerikaiként megkerülő John Glenn járművét.

## Magánélete
1939-ben férjéhez ment James Francis Goble-hoz, akitől három lánya született, Constance, Joylette és Kathy. Goble 1956-ban agytumorban halt meg. Három évvel később férjhez ment James A. Johnsonhoz.

## Díjai
- 2015: Elnöki Szabadság-érdemrend